# Nicholas Liverpool
Nicholas Joseph Orville Liverpool (Grand Bay, Dominica, 9 de septiembre de 1934 - Miami, Estados Unidos, 1 de junio de 2015) fue un abogado y político de Dominica. Fue Presidente de Dominica desde el 2 de octubre de 2003 hasta el 17 de septiembre de 2012.

## Biografía
En 1957, Liverpool ingresó a la Universidad de Hull y obtuvo un título de LL.B (Hons.) en 1960. Recibió un doctorado de la Universidad de Sheffield en 1965. Tras regresar al Caribe, pasó 18 años como profesor de derecho en la Universidad de las Indias Occidentales en Barbados y en 1992 se convirtió en decano de su facultad de derecho. Se desempeñó como juez regional y luego como juez de segunda instancia en varios países caribeños, incluidos Belice y Granada. También se desempeñó como juez de las cortes supremas de Antigua y de Montserrat y sirvió en varios tribunales y comisiones para la reforma legal. En 2002 fue presidente de la comisión de revisión constitucional de Granada. La Universidad de Hull le otorgó un título de Doctor en Derecho en julio de 2011.
Liverpool se convirtió en embajador en los Estados Unidos en marzo de 1998, sirviendo en esa cargo hasta 2001.
En el mismo año como presidente electo, Liverpool recibió el Premio de Honor Dominica. Entre 2002 y 2003 también se desempeñó como miembro de la junta directiva de la UNESCO. En julio de 2008, acordó servir un segundo mandato como presidente al expirar su primer mandato, luego de una nominación conjunta del primer ministro Roosevelt Skerrit y el líder de la oposición Earl Williams. 
Nicholas Liverpool murió el 1 de junio de 2015 en Miami, donde estaba recibiendo tratamiento médico. Tenía 80 años de edad.